# Tjutsjaure
Tjutsjaure är en sjö i Dorotea kommun i Lappland och ingår i Ångermanälvens huvudavrinningsområde. Tjutsjaure ligger i Gitsfjället Natura 2000-område.